# Wolfgang Haußmann
Wolfgang Haußmann (* 3. Juli 1903 in Stuttgart; † 6. März 1989 ebenda) war ein baden-württembergischer Politiker (DDP, DVP, FDP).

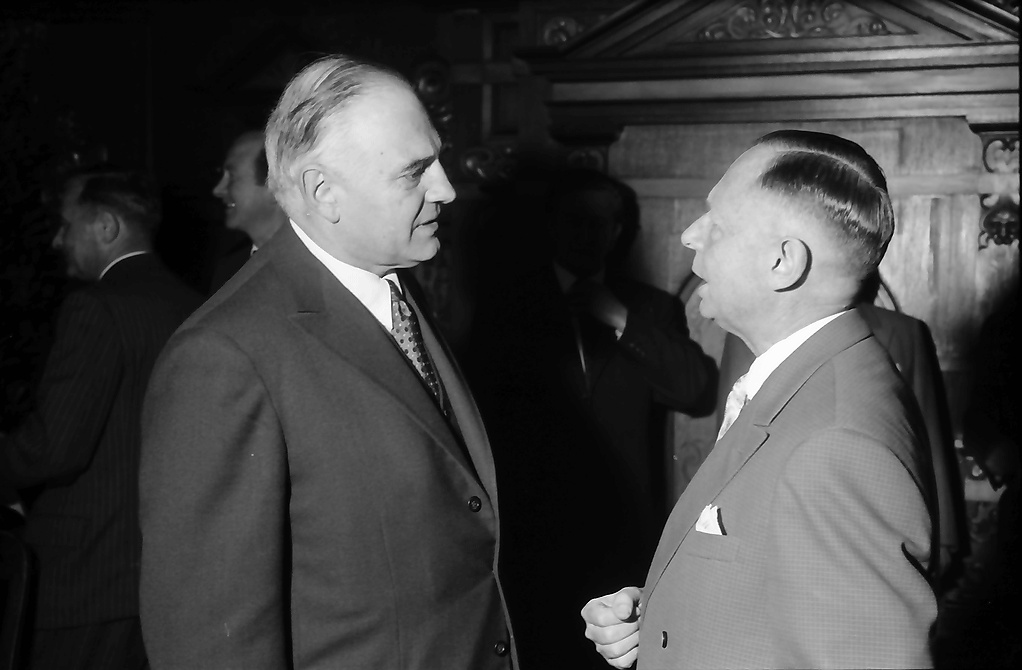
Wolfgang Haußmann (links) im Gespräch mit dem Freiburger Oberbürgermeister Josef Brandel (1957)

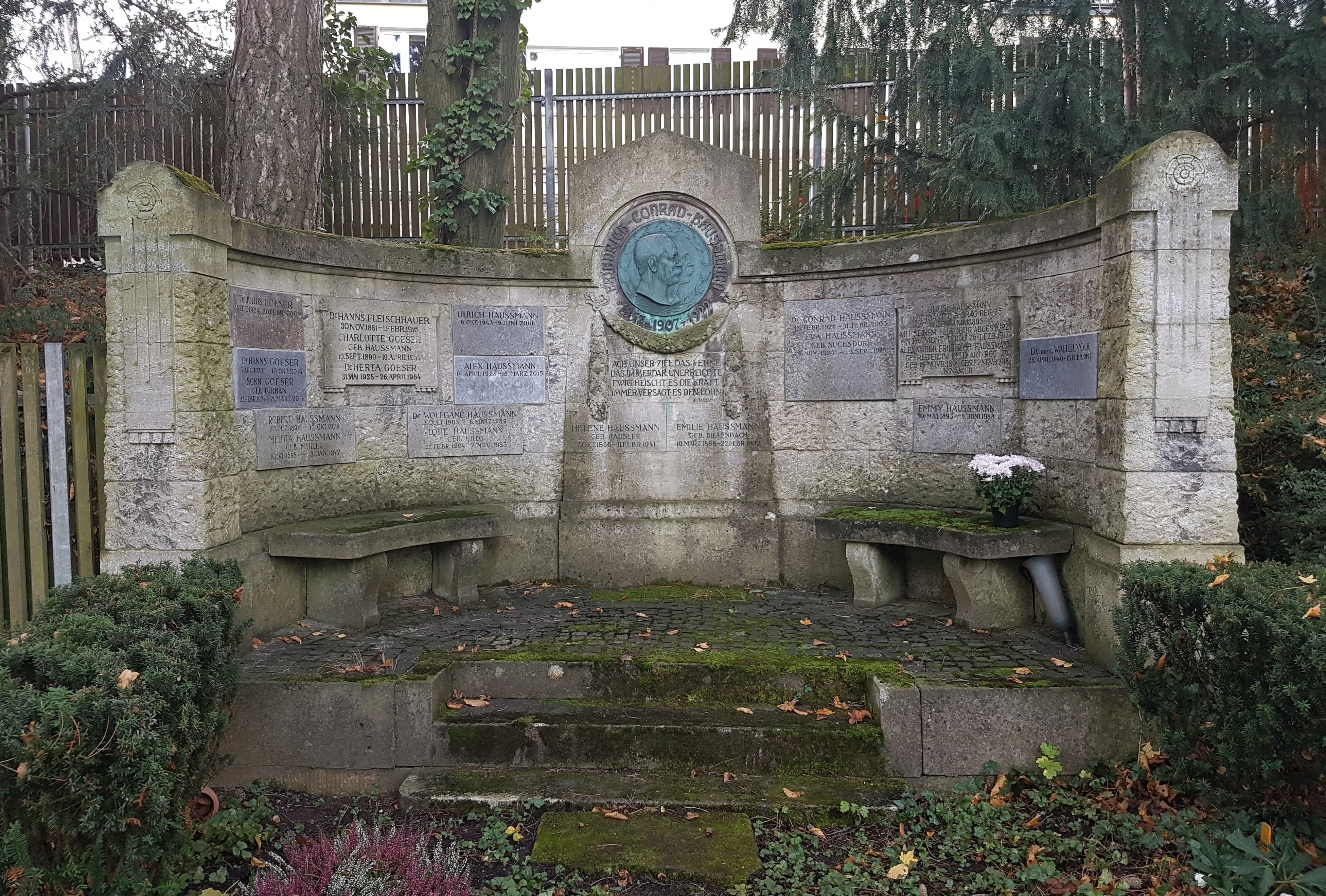
Familiengrab auf dem Heslacher Friedhof in Stuttgart

## Leben und Beruf
Wolfgang Haußmann war ein Enkel von Julius Haußmann, dem Revolutionär von 1848, und Sohn des Reichstagsabgeordneten der Weimarer Republik Conrad Haußmann. Während des Studiums der Rechtswissenschaften an der Universität Tübingen war er Mitglied der dem süddeutschen Liberalismus nahestehenden Tübinger Studentenverbindung Akademische Gesellschaft Stuttgardia. Hier traf er spätere politische Weggefährten wie Eberhard Wildermuth, Karl Georg Pfleiderer, Konrad Wittwer, Reinhold Maier und Guntram Palm. 1931 ließ er sich in Stuttgart als Rechtsanwalt nieder, 1947 wurde er auch zum Notar bestellt. Gemeinsam mit dem späteren Stuttgarter Oberbürgermeister Arnulf Klett gründete er in der NS-Zeit den Widerstandskreis Rettet Stuttgart.

## Partei
Bereits 1920 trat Haußmann der DDP bei, deren württembergischem Landesvorstand er seit 1928 angehörte. Er gehörte zu den Mitbegründern der DVP in Württemberg-Baden und war 1946 bis 1952 deren Landesvorsitzender. Nach Bildung des Landes Baden-Württemberg 1952 übernahm er bis 1964 den Landesvorsitz der FDP/DVP. 1956 bis 1957 war er auch stellvertretender FDP-Bundesvorsitzender. Von 1951 bis 1966 war er Mitglied im FDP-Bundesvorstand.
Im Richtungsstreit der FDP in den 1950er Jahren sprach Haußmann sich gegen die Pläne einer nationalen Sammlung aus, wie sie von den Landesverbänden Nordrhein-Westfalen, Niedersachsen und Hessen verfolgt wurden, und forderte die Trennung von den Nationalisten. Nach der Bildung einer Koalition aus FDP/DVP, SPD und BHE unter Reinhold Maier in Baden-Württemberg beantragte der hessische FDP-Landesverband den Parteiausschluss von Haußmann und Maier sowie die Trennung der FDP von der DVP, konnte sich damit aber nicht durchsetzen. Lediglich zu einer Missbilligung der Koalition im Südweststaat konnte sich der FDP-Bundeshauptausschuss durchringen.

## Abgeordneter
Wolfgang Haußmann gehörte dem Länderrat des amerikanischen Besatzungsgebietes an. Er war Mitglied der Vorläufigen Volksvertretung für Württemberg-Baden, der Verfassunggebenden Landesversammlung Württemberg-Baden und des Landtages von Württemberg-Baden in beiden Wahlperioden von 1946 bis 1952. Dort war er Vorsitzender der DVP-Fraktion. Von 1952 bis 1964 vertrat er den Wahlkreis Stuttgart I und von 1968 bis 1972 den Wahlkreis Stuttgart IV im baden-württembergischen Landtag. 1952/53 war er Vorsitzender der FDP/DVP-Fraktion im Landtag. Der jeweilige Landtag wählte ihn zum Mitglied der ersten fünf Bundesversammlungen.
Unterlagen zu seiner politischen Tätigkeit für die FDP/DVP liegen im Archiv des Liberalismus der Friedrich-Naumann-Stiftung für die Freiheit in Gummersbach.

## Öffentliche Ämter
Nach dem Zweiten Weltkrieg war Haußmann 1945/46 stellvertretender Oberbürgermeister von Stuttgart. Von 1953 bis 1966 war er Justizminister in Baden-Württemberg. Von 1960 bis 1964 war er zugleich Stellvertreter des Ministerpräsidenten.
In seiner Amtszeit hat er die Einrichtung der Zentralen Stelle der Landesjustizverwaltungen zur Aufklärung nationalsozialistischer Verbrechen in Ludwigsburg gegen anfängliche Widerstände von Ministerpräsident Kurt Georg Kiesinger durchgesetzt.

## Ehrungen und Auszeichnungen
Im Jahr 1975 wurde ihm die Verdienstmedaille des Landes Baden-Württemberg verliehen. 1978 erhielt er die Bürgermedaille der Stadt Stuttgart.
Haußmann fand seine letzte Ruhestätte im Familiengrab auf dem Heslacher Friedhof in Stuttgart.

## Schriften (Auswahl)
- Wege zur Demokratie. 4 Reden. Haslsteiner Verlag, Stuttgart 1945.